# Arjen Duinker
Arjen Duinker (Delft, 31 de diciembre de 1956) es un poeta holandés.

## Biografía
Estudió psicología en Ámsterdam (1975-1977) y filosofía en Ámsterdam (1976-1977), en Groningen (1977-1979) y en Leiden (1979-1982).
En 1982, debutó en la revista literaria Hollands Maandblad.
De 1982 a 1986 publicó junto con el poeta K. Michel en la revista Aap Noot Mies, y también en Hollands Maandblad.
Posteriormente, sus poemas aparecen en las revistas Armada, Tirade, De Gids, Dietsche warande en Belfort, Ons erfdeel y Raster.
Su obra De zon en de wereld contiene el poema De wereld, un poema en forma de diálogo entre dos personas publicado en papel, y "The Sun", un poema a dos voces en grabado en CD y leído por Arjen Duinker y Kees 't Hart.
En 2005 fue uno de los veintidós poetas que participaron en la traducción del clásico de  Walt Whitman Hojas de hierba.
Creó criptogramas para Het Vrije Volk, escribió columnas deportivas para De Krant op Zondag, y ha colaborado con Kees 't Hart en De Groene Amsterdammer.
Los obras de Arjen Duinker han sido publicadas en inglés, italiano, francés y portugués.

## Premios
- 1993 - Halewijn-literatuurprijs van de stad Roermond por Rode oever en Losse gedichten
- 2001 - Jan Campertprijs por De geschiedenis van een opsomming
- 2005 - VSB Poëzieprijs por De zon en de wereld

## Poemas y artículos en revistas
- 1992 - Toen ik over straat liep, zag ik twee dingen (poesía) en De Revisor (año 19, número 6, página 74-75)
- 1993 - Ik loop nogal uiteen (prosa) en De Revisor (año 20, número 6, página 77)
- 1994 - Viergedichten en De Gids (año 157, número 2, página 115-119)
- 1994 - Bij Bijgeloof en De Gids (año 157, número 2, página 120)
- 1994 - Groente met staart in Dietsche warande en Belfort (año 139, número 3, página 339-341)
- 1994 - Vijf miniaturen voor Désirée (poëzie) en De Revisor (año 21, número 2-3, página 96-100)
- 1994 - Pas speel kom maar (poëzie) en De Revisor (año 21, número 5-6, página 68-72)
- 1995 - De verhuurder (proza) en De Revisor (año 22, número 2, página 42-44)
- 1995 - De duivenmelkster en De Gids (año 158, número 9, página 692-695)
- 1996 - "Over Charles Reznikoff" en Armada. Tijdschrift voor wereldliteratuur (año 2, número 5, página 99-102)
- 1996 - De verhuizer; De schoonmaakster; De binnenschipper en Raster (año 74, 153-158)
- 1996 - Geachte mevrouw, geachte meneer en De Gids (año 159, número 10, página 810-814)
- 1997 - "Poëzie door een wereld door een poëzie" en Armada. Tijdschrift voor wereldliteratuur (año 3, número 8, página 13-15)
- 1997 - Gedichten en De Gids (año 160, número 1, página 41-44)
- 1997 - Manvariër en ik (poëzie) en De Revisor (año 24, número 1, página 4-5)
- 1997 - Gedichten en Dietsche warande en Belfort(año 142, número 3, página 342-347)
- 1997 - Klaproosje (poëzie) en De Revisor (año 24, número 5-6, página 41-43)
- 1997 - Inzamelingsactie en De Gids (año 160, número 11-12, página 894-897)
- 1998 - Over "Marc Reugebrink" en Diepzee (año 15, número 3, página 50)
- 1998 - Taal en werkelijkheid en De Gids (año 161, número 5-6, página 347-348)
- 1998 - Gedichten en Ons erfdeel (año 41, número 3, página 397-402)
- 1999 - Gedichten en Dietsche warande en Belfort (año 144, número 2, página 193-195)
- 2000 - Een refrein en Tirade (año 44, número 2, página 190-194)
- 2000 - Poëzie en De Gids (año 163, número 5, página 394-398)
- 2000 - Bij La camera da letto en Optima (año 17, número 7, página 82-85)
- 2001 - De molentrap van Scarpa en Tirade (año 45, número 1, página 27-42)
- 2001 - Ruimtevaart con Marc Reugebrink en Dietsche warande en Belfort (año 146, número 2, página 193-206)
- 2001 - Reacties op gedichten van Pessoa en Bzzlletin (año 30, número 278, página 102-103)
- 2005 - De tussenstop, traducción de Karine Martel en Armada. Tijdschrift voor wereldliteratuur (año 11, número 38, páginas 90-92
- 2007 - 'Een gedicht' en 'Geen gedicht' en Raster número 119, página 67-70)
- 2010 - 'Berichten uit de Engel aan Eltjo Muntinga' Parmentier (tijdschrift) (Jaargang 19, número 4)

## Obra literaria
- 1988 - Rode oever: gedichten (ISBN 9029037342)
- 1990 - Losse gedichten (ISBN 9029027789)
- 1992 - Het moeras: roman (ISBN 9029026995)
- 1994 - De gevelreiniger en anderen: gedichten (ISBN 9029048166)
- 1996 - Het uur van de droom: gedichten (ISBN 9029053704)
- 1998 - Ook al is het niet zo: gedichten (ISBN 902905767X)
- 1999 - De wereld van de glasblazer: encyclopaedisch woordenboek (samen met Bernhard Heesen) (ISBN 9080513717)
- 2000 - De geschiedenis van een opsomming: gedichten (ISBN 9029068590)
- 2002 - Misschien vier vergelijkingen: gedichten (ISBN 902907146X)
- 2003 - De zon en de wereld: gedichten voor twee stemmen (ISBN 9029074957)
- 2005 - Grasbladen (naar Walt Whitmans Leaves of Grass (1855)) (onder redactie van Jacob Groot en Kees 't Hart) (ISBN 9021487586)
- 2006 - En dat? Oneindig. Gedichten van Duinker en gedichten van Karine Martel, door Duinker uit het Frans vertaald. (ISBN 9021456540)
- 2009 - Buurtkinderen. Gedichten. (ISBN 9789021435381)